# Генов, Иван Гаврилович
Генов Ива́н Гаври́лович (24 октября 1896, Ново-Царицыно, Сейтлерский район — 1970, Симферополь) — революционер, партийный деятель, участник трех войн — Первой мировой, Гражданской и Великой Отечественной войны. Партизан, писатель-мемуарист.

## Биография

### До и во время революции
Родился 24 октября 1896 года в деревне Ново-Царицыно Таврической губернии (ныне Садовое, Нижнегорского района) в бедной крестьянской семье, болгарин. Рано осиротел, с подросткового возраста батрачил. В 1916 году призван в Русскую императорскую армию, заболел гепатитом и был комиссован. В 1917 вступает в красногвардейский отряд Ново-Царицына и становится начальником штаба, в 1918 вступает в члены ВКП(б). После разгрома Советской Социалистической Республики Тавриды после оккупации Крыма кайзеровской армией попадает в тюрьму в Симферополе, где отбывал срок вместе с П. Е. Дыбенко. Вырвавшись из тюрьмы, стал подпольщиком, затем командиром Ново-Царицынского партизанского отряда, политработник 58-й (Крымской) стрелковой дивизии. Участвовал в гражданской войне на юге и в центре Украины.

### До войны
После окончания гражданской войны И. Г. Генов находился на партийной и советской работе, работал с болгарскими коммунистами, в частности с Г. Димитровым, занимая ряд ответственных постов, был председателем райисполкома Ялты, Карасубазара, перед войной он работал заведующим орготделом Крымского ЦИК, проживал в Симферополе.

### В партизанах
Осенью 1941 в связи с приближением фронта назначенный командиром партизанского движения Алексей Васильевич Мокроусов предложил Ивану Гавриловичу Генову стать его заместителем в подготовке, организации партизанского движения. Сказалось то, что в годы Гражданской войны И. Г. Генов был успешным партизаном. И. Г. Генов был назначен начальником 2-го партизанского района, располагавшегося в Карасубазарском (ныне Белогорском) районе и Зуйском лесах. Организовал деятельность 2-го партизанского района. Воевал в тяжелую зиму 1941—1942 гг, когда одолевал голод и холод. Несмотря на военный запрет, вел дневник. Знали об этом лишь самые близкие люди. Награждён орденом Красного знамени.
В ноябре 1942 г. был эвакуирован на Большую землю по состоянию здоровья. До 1944 г. находился в составе Крымского подпольного обкома ВКП(б) в штабе на Кавказе. С 1 января 1943 года – начальник спецсектора Управления Военфлотторга Черноморского флота. С января 1944 года – нарком социального обеспечения Крымской АССР. С 11 июля 1944 года – в распоряжении Грозненского обкома ВКП(б). С сентября 1944 года по февраль 1945 года – заместитель председателя Грозненского горсовета по коммунальному хозяйству. С марта 1945 года – управляющий Ростовского товарно-транспортного агентства «Союзнефтепровод».

### После войны
В 1946-1950 годах – управляющий Межобластной конторой «Союзнефтепровода». С октября 1950 года – директор автобазы в Ростове-на-Дону. С октября 1952 года – управляющий Ростовского отдела «Союзрыбпромкадры» Министерства рыбной промышленности СССР. С 1962 года – персональный пенсионер.
На пенсии проживал в Симферополе. Был награждён после войны орденом Ленина. Написал мемуарную книгу, основанную на его дневниках: "Дневник партизана", издана в Симферополе в 1963 году. В 1969 году вышло второе издание книги под названием  "Четыре времени года". М., Воениздат, 1969. Участвовал в ветеранских организациях, организовывал встречи партизан.
Умер в 1970 году и похоронен в Симферополе, на Армянском кладбище.

## Память
В честь И. Г. Генова названы
- Улица в Симферополе[7].
- Улица в селе Садовое, Нижнегорский район, Республика Крым[8].
- Мемориальный музей им. И. Генова (с. Садовое Нижнегорского района)
- Памятная доска на школе № 37 в Симферополе.

## Публикации
- Генов И. Г. Дневник партизана. — Симферополь, 1963.
- Генов И. Г. Четыре времени года: дневник партизана. — М., Воениздат, 1969. — 176 стр., илл.